# Приче о Нинџа корњачама (ТВ серија)
Приче о Нинџа корњачама је америчка анимирана телевизијска серија развијена за стриминг сервис Paramount+. Заснована на ликовима Нинџа корњача које су креирали Питер Лерд и Кевин Истмен, смештена је у универзуму филма Хаос (2023) и служи као мост између филма и планираног наставка. Серија прати корњаче док се сналазе у својим двоструким животима тинејџера и хероја у Њујорку. Кристофер Јост и Алан Ван су шоуранери. 
Мајка Еби, Шемон Браун Млађи, Николас Канту, Брејди Нун, и Ајо Едебири репризирају своје гласовне улоге из Хаоса. Током продукције филма, његови продуценти Сет Роген и Еван Голдберг су добили дозволу да развију канонску стриминг телевизијску серију. Серија је најављена у јулу 2023, са Јостом и Ваном као извршним продуцентима и шоуранерима. Серију продуцирају Nickelodeon Animation Studio и Point Grey Pictures, а Titmouse обавља анимацију.
Приче о Нинџа корњачама су дебитовале на Paramount+ 9. августа 2024, а свих 12 епизода је добило позитивне рецензије од критичара. 

## Радња
Смештена два месеца након дешавања у филму Нинџа корњаче: Хаос (2023), серија прати корњаче док се сналазе у својим двоструким животима тинејџера и хероја у Њујорку. У првом делу приче, корњаче су раздвојене док се суочавају са Бишоп, зликовцем који планира да елиминише све мутанте. Морају се помирити са тиме што су по први пут сами и ујединити да би спасили мутантску врсту. У другом делу, корњаче се сукобе са групом водених мутаната познатом као Ист Риверска тројка.

## Ликови

### Главни
- Мајка Еби као Донатело: Тех-гуру корњача који користи бо штап у борби. Он воли аниме и видео игрице.
- Шемон Браун Млађи као Микеланђело: Забавни шаљивџија корњача који користи нунчаке. Он жели да постане стенд ап комичар.
- Николас Канту као Леонардо: Вођа корњача који користи две катане. Он има симпатије према Ејприл О'Нил.
- Брејди Нун као Рафаело: Мишић корњача који користи пар саија. Он се води ставом "Прво борба, онда питања".
- Ајо Едебири као Ејприл О'Нил: Средњошколска репортерка и људска другарица корњача.
- Сплинтер је мутантски пацов и усвојитељми ментор корњача. Претходно му је глас позајмио Џеки Чен у Хаосу, али у Причама само брбља на језику гамади. Фред Татаскиор му да је глас и наведен је као "Splinter Vermin".

### Повремени
- Роуз Берн као Кожноглава: Мутантски алигатор и чланица Мутивотиња, групе у савезу са корњачама. Некада је била део банде Супермуве, главног зликовца у Хаосу.
- Наташа Деметрију као Матица: Мутантски шишмиш и механички геније Мутивотиња. Некада је била део банде Супермуве и има близак однос са Донателом.
- Пост Малон као Реј Филе: Мутантска ража и члан Мутивотиња. Некада је био део банде Супермуве и углавном комуницира певајући своје име.
- Амад Џексон као Џингис Жаба: Мутантски жабац који рукује бојном секиром. Некада је био део банде Супермуве. Џексон смењује Ханибала Буреса из Хаоса.
- Алекс Хирш као Смрдибуба: Мутантска бубашваба и Сплинтерова симпатија.
- Алана Убах као Бишоп: Брилијантна изумитељка која верује да су мутанти претња човечанству. Њу је регрутовала Снага за заштиту Земље (СЗЗ).
- Пит Дејвидсон као Род: Лењи богати клинац који жели да буде мутант.
- Кристофер Минц-Плас као Голуб Пит: Мутантски голуб и члан Мутивотиња. Мутирао га је узорак Микеланђелове крви.
- Тимоти Олифант као Голдфин: Мутантска златна рибица и вођа зликовачке групе Ист Риверска тројка. Група је мутирана када је Супермувина машина пала у океан у Хаосу.
- Џилијан Бел као Јегуља Ли: Мутантска јегуља и чланица Ист Риверске тројке.
- Дани Трехо као Мустанг Сали: Мутантски морски коњић и члан Ист Риверске тројке.
- Карлин Џејмс и Џамила Веласкез као Хан и Ејнџел: Чланови уличне банде – Љубичасти змајеви.

## Улоге
| Улога                        | Оригинални глас                                                                                         | Српски глас       |
| ---------------------------- | --- | ----------------- |
| Леонардо                     | Николас Канту                                                                                           | Иван Павличић     |
| Донатело                     | Мајка Еби                                                                                               | Виктор Мајер      |
| Рафаело                      | Брејди Нун                                                                                              | Данко Ђорђевић    |
| Микеланђело                  | Шемон Браун Млађи                                                                                       | Mateya            |
| Ејприл О'Нил                 | Ајо Едебири                                                                                             |                   |
| Сплинтер                     | Фред Татаскиор                                                                                          |                   |
| Кожноглава                   | Роуз Берн                                                                                               | Ана Кораћ         |
| Матица                       | Наташа Деметрију                                                                                        | Милена Моравчевић |
| Реј Филе                     | Пост Малон                                                                                              |                   |
| Џингис Жаба                  | Амад Џексон                                                                                             | Милан Тубић       |
| Смрдибуба                    | Алекс Хирш                                                                                              |                   |
| Јозефина Бишоп               | Алана Убах                                                                                              |                   |
| Род                          | Пит Дејвидсон                                                                                           |                   |
| Голуб Пит                    | Кристофер Минц-Плас                                                                                     |                   |
| Голдфин                      | Тимоти Олифант                                                                                          |                   |
| Јегуља Ли                    | Џилијан Бел                                                                                             |                   |
| Мустанг Сали                 | Дани Трехо                                                                                              |                   |
| Хан                          | Карлин Џејмс                                                                                            |                   |
| Ејнџел                       | Џамила Веласкез                                                                                         |                   |
| Венди                        | Кимберли Брукс                                                                                          |                   |
| Томи                         | Фред Татаскиор                                                                                          |                   |
| НК клинац                    | Кимберли Брукс                                                                                          |                   |
| Партијанер #1                | Кестон Џон                                                                                              |                   |
| Партијанерка #2              | Кимберли Брукс                                                                                          |                   |
| Партијанери                  | Кимберли Брукс Роби Дејмонд Кејт Хигинс Кестон Џон Макс Мителман Исак Робинсон-Смит Џејмс Си Алана Убах |                   |
| Њујорчани #1                 | Роби Дејмонд Кејт Хигинс Фред Татаскиор                                                                 |                   |
| Преплашени тип               | Роби Дејмонд                                                                                            |                   |
| Меказоид                     | Колин Хек Кејт Хигинс                                                                                   |                   |
| Мушкарац #1                  | Кестон Џон                                                                                              |                   |
| Костим робота                | Кортни Лин                                                                                              |                   |
| Поли                         | Фред Татаскиор                                                                                          |                   |
| Роџер                        | Исак Робинсон-Смит                                                                                      |                   |
| Тинејџ касир                 | Исак Робинсон-Смит                                                                                      |                   |
| Карл                         | Исак Робинсон-Смит                                                                                      |                   |
| Домар #2                     | Фред Татаскиор                                                                                          |                   |
| Мушки глас                   | Фред Татаскиор                                                                                          |                   |
| Стримерка Кет                | Алана Убах                                                                                              |                   |
| Такер                        | Роби Дејмонд                                                                                            |                   |
| Дејл                         | Макс Мителман                                                                                           |                   |
| Љубичасти змај са мотком     | Кимберли Брукс                                                                                          |                   |
| Љубичасти змај са чекићем    | Роби Дејмонд                                                                                            |                   |
| Љубичасти змај са бумерангом | Роби Дејмонд                                                                                            |                   |
| Љубичасти змај са цевком     | Кејт Хигинс                                                                                             |                   |
| Љубичасти змај са моторком   | Макс Мителман                                                                                           |                   |
| Чувар дока                   | Макс Мителман                                                                                           |                   |
| Кицуне                       | Томоко Карина                                                                                           |                   |
| Таксисткиња                  | Кимберли Брукс                                                                                          |                   |
| Тинејџери                    | Кимберли Брукс                                                                                          |                   |
| Саксофониста                 | Кимберли Брукс                                                                                          |                   |
| Корисница подземне           | Кимберли Брукс                                                                                          |                   |
| Њујорчани #2                 | Кимберли Брукс Роби Дејмонд Колин Хек Кејт Хигинс Макс Мителман Алана Убах                              |                   |
| Корисници подземне           | Кимберли Брукс Роби Дејмонд Кејт Хигинс Макс Мителман Алана Убах                                        |                   |
| Полицајац Мајклс             | Амад Џексон                                                                                             |                   |
| Њујорчанин #1                | Макс Мителман                                                                                           |                   |
| Њујорчанин #2                | Амад Џексон                                                                                             |                   |
| Андервуд                     | Фред Татаскиор                                                                                          |                   |
| Водитељ                      | Фред Татаскиор                                                                                          |                   |
| Водитељка                    | Кејт Хигинс                                                                                             |                   |
| Металац                      | Макс Мителман                                                                                           |                   |
| Човек у црном                | Исак Робинсон-Смит                                                                                      |                   |
| Стивен                       | Тед Кенон                                                                                               |                   |
| Еликсијар                    | Роби Дејмонд                                                                                            |                   |
| Селина                       | Кејт Хигинс                                                                                             |                   |
| Полицсјац Слејтер            | Роби Дејмонд                                                                                            |                   |
| Малишан                      | Кејт Хигинс                                                                                             |                   |
| Брзи Фреди                   | Макс Мителман                                                                                           |                   |
| Роамин                       | Фред Татаскиор                                                                                          |                   |
| Гђа Катри                    | Анџали Бимани                                                                                           |                   |
| Кејн                         | Кортни Лин                                                                                              |                   |
| Студенткиња                  | Кортни Лин                                                                                              |                   |
| Старац                       | Фред Татаскиор                                                                                          |                   |
| Старица                      | Кејт Хигинс                                                                                             |                   |
| Пацов #1                     | Фред Татаскиор                                                                                          |                   |
| Пацов #2                     | Макс Мителман                                                                                           |                   |
| Пацов #3                     | Кејт Хигинс                                                                                             |                   |
| Пацов #4                     | Роби Дејмонд                                                                                            |                   |
| Пацови                       | Макс Мителман Фред Татаскиор                                                                            |                   |
| Бараба Берни                 | Мајкл Бадалуко                                                                                          | Бојан Хлишћ       |
| Битанге                      | Ерик Бауза Роби Дејмонд                                                                                 |                   |
| Тата                         | Ерик Бауза                                                                                              |                   |
| Син                          | Тод Хаберкорн                                                                                           |                   |
| Новинар                      | Роби Дејмонд                                                                                            |                   |
| Грађевински радник           | Роби Дејмонд                                                                                            |                   |
| Дајен                        | Кејт Хигинс                                                                                             |                   |
| Адвокатица                   | Кејт Хигинс                                                                                             |                   |
| Пица буразер                 | Макс Мителман                                                                                           |                   |
| Мушкарац #2                  | Фред Татаскиор                                                                                          |                   |
| Младић                       | Исак Робинсон-Смит                                                                                      |                   |
| Млада жена                   | Кимберли Брукс                                                                                          |                   |
| Полицајка #1                 | Кимберли Брукс                                                                                          |                   |
| Полицајац #2                 | Роби Дејмонд                                                                                            |                   |
| SWAT полицајац               | Роби Дејмонд                                                                                            |                   |
| SWAT тим #1                  | Роби Дејмонд                                                                                            |                   |
| SWAT тим #2                  | Кестон Џон                                                                                              |                   |
| Полицајац са бластером #1    | Исак Робинсон-Смит                                                                                      |                   |
| Полицајац са бластером #2    | Кестон Џон                                                                                              |                   |
| Полицајац са двогледом       | Исак Робинсон-Смит                                                                                      |                   |
| Полицајски радио             | Исак Робинсон-Смит                                                                                      |                   |
| Хаусер                       | Кестон Џон                                                                                              |                   |
| Мали Хаусер                  | Кестон Џон                                                                                              |                   |
| Чувар музеја #1              | Амад Џексон                                                                                             |                   |
| Чувар музеја #2              | Макс Мителман                                                                                           |                   |
| Тупе Том                     | Дени Мастрођорђо                                                                                        |                   |
| Нормалац Нејт                | Дејвид Фаустино                                                                                         | Милан Тубић       |
| Доцент                       | Макс Мителман                                                                                           |                   |
| Војс-овер                    | / |                   |